# Đạo luật Butler
Đạo luật Butler (tiếng Anh: Butler Act) là một đạo luật được Nghị viện bang Tennessee thông qua vào năm 1925, với nội dung liên quan đến việc cấm các giáo viên trường công phủ nhận Sách Sáng Thế về nguồn gốc của loài người. Đạo luật cũng ngăn cản việc giảng dạy về sự tiến hóa của loài người từ thứ mà nó gọi là các loài động vật cấp thấp hơn thay cho lời tường thuật trong Kinh thánh. Luật được giới thiệu bởi thành viên Hạ viện Tennessee John Washington Butler, và sau khi đề xuất được thông qua, tên của ông đã được đặt cho đạo luật - Đạo luật Butler. Nó được ban hành với tên gọi Mục 49 (Giáo dục) được chú thích trong Bộ luật Tennessee, Mục 1922, đã được thống đốc tiểu bang Tennessee Austin Peay ký thành luật.
Luật đã bị thách thức vào cuối năm đó trong một phiên tòa nổi tiếng ở Dayton, Tennessee được gọi là Phiên tòa Scopes hay còn được gọi là Phiên tòa Khỉ, bao gồm một cuộc đối đầu gay gắt giữa luật sư công tố và nhà lãnh đạo tôn giáo chính thống, William Jennings Bryan, và luật sư bào chữa nổi tiếng và người theo thuyết bất khả tri tôn giáo, Clarence Darrow. Đạo luật Butler chính thức bị bãi bỏ vào năm 1967.